# Rajd Monte Carlo 1955
Rajd Monte Carlo 1955 (25. Rallye Automobile de Monte-Carlo) – rajd samochodowy rozgrywany w Monaco od 17 do 20 stycznia  1955 roku. Była to pierwsza runda Rajdowych Mistrzostw Europy w roku 1955. Został rozegrany na nawierzchni asfaltowej i szutrowej.

## Wyniki końcowe rajdu
| Miejsce                      | Kierowca                     | Pilot                        | Samochód                     | Czas                         | Strata                       |                              |
| Klasyfikacja generalna i ERC | Klasyfikacja generalna i ERC | Klasyfikacja generalna i ERC | Klasyfikacja generalna i ERC | Klasyfikacja generalna i ERC | Klasyfikacja generalna i ERC | Klasyfikacja generalna i ERC |
| ---------------------------- | ---------------------------- | ---------------------------- | ---------------------------- | ---------------------------- | ---------------------------- | ---------------------------- |
| 1.                           | Per Malling                  | Gunnar Fadum                 | Sunbeam MK III               | 6:45                         | -                            |                              |
| 2.                           | Georges Gillard              | Roger Dugat                  | Panhard Dyna Z 850           | 7:10                         | +25                          |                              |
| 3.                           | Hanns Gerdum                 | Joachim Kühling              | Mercedes-Benz 220            | 7:22                         | +37                          |                              |
| 4.                           | Gerry Burgess                | Peter Easton                 | Ford Zephyr MK1              | 7:40                         | +14                          |                              |
| 5.                           | Walter Schock                | Rolf Moll                    | Mercedes-Benz 220            | 7:40                         | +55                          |                              |
| 6.                           | Werner Lier                  | Henri Ziegler                | Lancia Aurelia B21           | 7:58                         | +1:13                        |                              |
| 7.                           | Maurice Gatsonides           | Marcel Becquart              | Aston Martin DB2/4           | 8:04                         | +1:19                        |                              |
| 8.                           | Ronnie Adams                 | Ernest McMillen              | Jaguar MK7 3.4               | 8:14                         | +1:29                        |                              |
| 9.                           | Peter Harper                 | David Humphrey               | Sunbeam MK III               | 8:33                         | +1:48                        |                              |
| 10.                          | Henri Marang                 | Diran Manoukian              | Citroën 15 Six               | 9:15                         | +2:30                        |                              |